# Single Static Assignment
Single Static Assignment to postać programu używana przez kompilatory w trakcie optymalizacji, w której każdej zmiennej wartość przypisuje się tylko raz.
Np. dla programu:
```
   a = read();
   b = a + 2;
   a = a + 1;
   f(a, b);
```

Postać SSA to:
```
   a
1
 = read();
   b
1
 = a
1
 + 2;
   a
2
 = a
1
 + 1;
   f(a
2
, b
1
);
```

Jeśli wartość zmiennej w danym użyciu może pochodzić z kilku różnych przypisań, używa się specjalnej funkcji Φ.
Dla:
```
   a = 2;
   if (b > 0)
       a = 4;
   f(a);
```

Postacią SSA jest:
```
   a
1
 = 2;
   if (b > 0)
       a
2
 = 4;
   a
3
 = Φ(a
1
, a
2
);
   f(a
3
);
```

Postać SSA ułatwia wiele rodzajów optymalizacji. Najprostszą jest propagacja stałych – jeśli wiemy, że do danej zmiennej SSA została przypisana pewna wartość, możemy zastąpić wszystkie użycia tej zmiennej przez daną stałą, nawet jeśli w oryginalnym programie zmienna ta była używana też do innych celów.

## Więzy
Można też na tej postaci dokonywać łatwych wyliczeń więzów.
Np. jeśli wiemy, że w programie jest wykonywany test czy a3 > 0, i że a3 = Φ(a1, a2),
możemy sprawdzić czy test ten jest spełniony nawet bez znajomości dokładnej wartości a3.
Np. jeśli mamy kod tablicujący wartości funkcji sinus:
```
   int rozmiar = 100;
   float tab[rozmiar];
```

```
   i = 0;
   while (i < rozmiar)
   {
       tab[i] = sin(i * alpha);
       i = i + 1;
   }
```

Bezpieczeństwo wymaga, żeby wprowadzić testy, czy używany indeks jest poprawny (powinien to robić automatycznie kompilator; większość kompilatorów C/C++ tego nie robi, choć robią to kompilatory wielu innych języków):
```
   int rozmiar = 100;
   float tab[rozmiar];
```

```
   i = 0;
   while (i < rozmiar)
   {
       if (i < 0)
           raise InvalidArrayIndex;
       if (i >= rozmiar)
           raise InvalidArrayIndex;
       tab[i] = sin(i * alpha);
       i = i + 1;
   }
```

Po zmianie formy na SSA (blok pre-while oznacza instrukcje wykonywane przed porównaniem, blok taki nie występuje w kodzie źródłowym, jednak kompilator musi go wygenerować, żeby umieścić tam wyliczenia i wywołania funkcji występujące w złożonych warunkach):
```
   int rozmiar = 100;
   float tab[rozmiar];
```

```
   i
1
 = 0;
   pre-while {
       i
3
 = Φ(i
1
, i
2
);
   }
   while (i
3
 < rozmiar)
   {
       if (i
3
 < 0)
           raise InvalidArrayIndex;
       if (i
3
 >= rozmiar)
           raise InvalidArrayIndex;
       tab[i] = sin(i
3
 * alpha);
       i
2
 = i
3
 + 1;
   }
```

To że i3 >= rozmiar jest fałszywe kompilator wie z
warunku, jaki występuje na początku bloku. Jednak i musi w trakcie wykonywania programu przynajmniej raz złamać to założenie – osiąga przecież wartość rozmiar żeby opuścić pętlę! Bez SSA trudniej byłoby rozważać takie przypadki. Podobnie kompilator może stwierdzić, że i1 >= 0, i że jeśli i3 >= 0, to
i2 = i3 + 1 >= 0 (jeśli zajmie się też rozpatrywaniem kwestii przepełnienia).